# 米亚楚姆

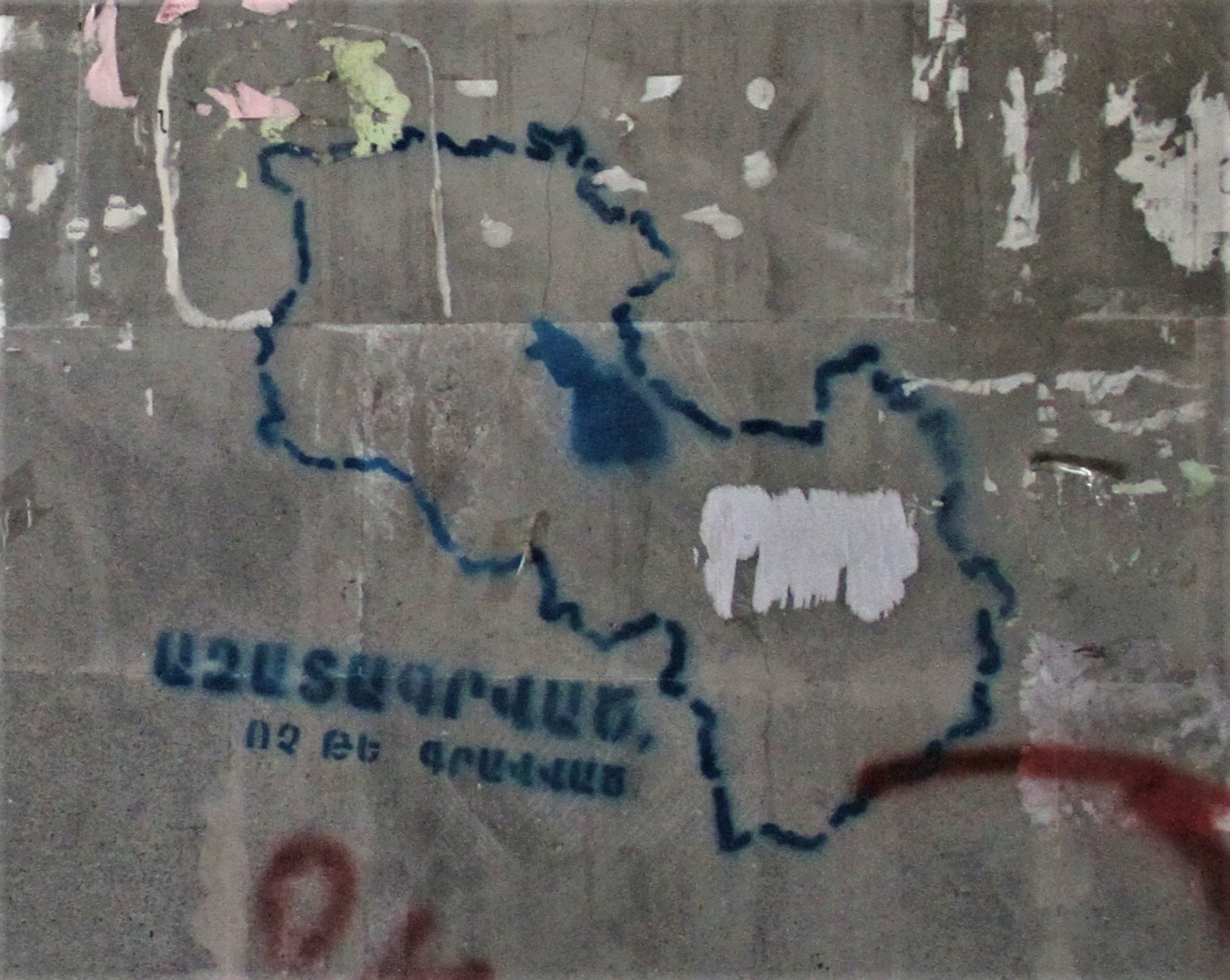
埃里温的一副涂鸦，描绘了亚美尼亚和纳卡地区联合后的轮廓，亚美尼亚文写着“解放而非占领”

米亚楚姆（直译：统一），是一个于20世纪80年代末至90年代初卡拉巴赫运动事件使用的概念和口号。卡拉巴赫运动引发了1992—1994年的第一次纳戈尔诺-卡拉巴赫战争。
该理念起源于亚美尼亚人要求重新划界，他们对以亚美尼亚人为主的地区处于阿塞拜疆的管辖之下感到不满。从20世纪70年代开始，在阿塞拜疆共产党中央第一书记盖达尔·阿利耶夫的支持下，阿塞拜疆人开始实施计划以处理纳卡问题。亚美尼亚主导的苏姆盖特大屠杀和巴库大屠杀进一步加剧了这一趋势，最终引发了阿塞拜疆共和国的军队与纳卡武装部队之间的军事冲突。